# Карст
Карст (от австр.-нем. Karst, по названию известнякового плато Карст (словен. Kras) в Словении) — совокупность процессов и явлений, связанных с деятельностью воды и выражающихся в растворении, выщелачивании горных пород и последующим вымыванием накопленного материала с образованием в них пустот, а также своеобразных форм рельефа, возникающих на местностях, сложенных сравнительно легко растворимыми в воде горными породами — гипсом, известняком (в том числе известковыми конгломератами и брекчиями), мелом (в том числе мелоподобными мергелями), мрамором, доломитом, ангидритом, каменной солью (а также породами, содержащими калийные, калийно-магниевые и другие соли).

## Развитие карста
Наиболее характерны для карста отрицательные формы рельефа. По происхождению они подразделяются на формы, образованные путём растворения (поверхностные и подземные), эрозионные и смешанные. По морфологии выделяются следующие образования: карры, колодцы, шахты, провалы, воронки, поноры, слепые карстовые овраги, долины, полья, карстовые пещеры, подземные карстовые каналы, суходолы, карстовые мосты. Для развития карстового процесса необходимы следующие условия:
- ровная или слабо наклонная поверхность, чтобы вода могла застаиваться и просачиваться внутрь;
- значительная толщина горных пород, поддающихся карстованию (растворению), и их трещиноватость;
- неравновесность или агрессивность подземных вод с растворимой горной породой;
- наличие условий, обеспечивающих движение подземных вод.

## Виды карста
По глубине уровня подземных вод различают карст глубокий и мелкий.
Различают также «голый», или средиземноморский карст, у которого карстовые формы рельефа лишены почвенного и растительного покрова (например, Горный Крым), и «покрытый» или среднеевропейский карст, на поверхности которого сохраняется кора выветривания и развит почвенный и растительный покров.
Карст характеризуется комплексом поверхностных (воронки, карры, желоба, котловины, каверны и др.) и подземных (карстовые пещеры, галереи, полости, ходы) форм рельефа. Карстовыми образованиями являются также сталактиты, сталагмиты, кальцитовые занавеси, драпировки и другие натёчно-капельные образования известняковых пещер.
Переходные между поверхностными и подземными формами — неглубокие (до 20 м) карстовые колодцы, естественные туннели, шахты или провалы. Карстовые воронки или иные элементы поверхностного карста, через которые в карстовую систему уходят поверхностные воды, называются поноры.
По литологическому составу растворимых пород выделяют:
- Карбонатный карст — известняки, мраморы, доломиты;
- Солевой карст — каменная соль, сильвинит;
- Сульфатный карст — гипсы, ангидриты.

### Псевдокарст
Существуют также формы, внешне очень похожие на карст, но образующиеся в результате других процессов, без растворения с последующим вымыванием породы — псевдокарстовые формы:
- Одной из разновидностей псевдокарста является термокарст, связанный с таянием ледников, погребённого льда или протаиванием мёрзлых пород в областях распространения вечной мерзлоты.
- Другой разновидностью является кластокарст, связанный с механическим вымыванием водой породы в глинистых карстах, лёссах, вулканических отложениях. Это глубокие подземные ходы и провалы, очень напоминающие настоящий карст, возникающие в сильнокарбонатных суглинках и глинах.

## Карстовые ландшафты
Наличие пещер часто не отражается на поверхности, хотя именно в результате их провала, вероятно, образовались многие известняковые ущелья. Характерные скалистые известняковые ландшафты часто называют карстами. Трещины — причина образования многих форм карстовых ландшафтов. Отвесные скалы, например, часто следуют расположению вертикальных трещин, а поверхность известняковых пород бывает изрытой воронками. Они образуются в местах пересечения трещин, затем, преобразовавшись в глубокие колодцы, открывают путь вниз для водных потоков. Карстовые колодцы характерны, например, для Крымских гор, где их насчитывается около 870. Обнажения мела — мягкого, легкорастворимого и менее трещиноватого известняка — обычно имеют округлые очертания. Таковы меловые холмы Восточной и Южной Англии. Обнажения поверхности известняка обычно сухие, поскольку вода стекает вниз по трещинам и воронкам. Расположение подземных трещин прослеживается на голой породе в виде выступов, окаймленных расширенными трещинами. В местах пересечения больших трещин в результате растворения породы образуются воронкообразные впадины, которые называются долинами. Они достигают иногда 100 метров в диаметре, и в них можно увидеть подземные реки, текущие из пещеры в пещеру. Развитие карста может происходить вдоль тектонических трещин. Например, линейно вытянутые рвы в известняках вдоль таких трещин глубиной до 5 метров, и шириной до 4 метров, в балканских странах имеют местное название богазы.

## Влияние карста на биоту и экосистемы бореальной зоны
Для карстовых ландшафтов тайги Евразии (Беломорско-Кулойское плато, Тиман, Урал, Оленекско-Вилюйское плато и др.) характерны специфические биоценозы, по видовому составу растительности и структуре отдалённо напоминающие тундровые и лесотундровые сообщества. Их распространение ограничено зоной наиболее активного развития карста. Вопрос о том, как называть такие биоценозы, достаточно давно дискутируется. Академик В. Б. Сочава для фрагментов тундровой растительности в тайге предложил использовать термин «тундроиды». Он же и ряд других авторов использовали термин «тундроподобные биоценозы». Д. Н. Сабуров говорил о «лесотундроидных» сообществах. Эта дискуссия скорее терминологическая, поскольку экстразональные биоценозы морфологически подобны, но не аналогичны соответствующим зональным сообществам. В целом использование указанных выше терминов представляется достаточно удобным. Указанные биоценозы крайне специфичны по видовому составу флоры, в котором присутствуют многие арктические, арктоальпийские и гипоарктические виды.
В районах активного развития карста часто отмечаются популяции редких и реликтовых видов насекомых, в том числе бабочек медведицы Менетрие и мнемозины. В карстовых таёжных ландшафтах максимально обилие евро-азиатских лесных видов шмелей, которые трофически связаны с видами растений из группы евро-сибирского приручейно-горнолугового высокотравья, преобладающих в таких экосистемах.

## Галерея
- Карстовое озеро Добердо-дель-Лаго, Италия
- Карры в Дан-де-Кролле (фр.), Франция
- Сталагмит «Ведьмин палец», Карлсбадская пещера, США
- Фонгня-Кебанг, Вьетнам
- Священный сенот, Чичен-Ица, полуостров Юкатан, Мексика
- Голубое озеро, Абхазия
- Новоафонская пещера, зал «Геликтитовый грот», каменный водопад «Апсны», Абхазия
- Драпировка, пещера Сорек, Израиль
- Драпировка, пещера Сорек, Израиль
- Сталактиты, пещера Сорек, Израиль
- Сталагнат, пещера Бисеруйка на острове Крк, Хорватия
- Голубое озеро — пресноводное карстовое озеро около города Имотски в южной Хорватии, лежит в глубокой карстовой воронке
- Красное озеро — пресноводное карстовое озеро, сформированное, возможно, в результате разрушения подземной пещеры, около города Имотски, Хорватия
- Карстовая пещера-пропасть Гавьярень, Малые Карпаты
- Известняковые скалы-останцы на Торгашинском хребте
- Арка и многочисленные скалы-останцы на склонах Торгашинского хребта
- Родник в Мшенцы карстового типа